# OK? (Nissyのシングル)
『OK?』（オッケー）は、西島隆弘がNissy名義で発売した7枚目のシングル。2017年8月24日に発売。

## 概要
前作『花cherie』より約4ヶ月ぶりのリリース。AAAのファンクラブ「AAA Party」や「AAA mobile」、え〜ショップ、mu-moショップなど通販限定で販売された。発売に先駆け、7月24日にiTunes Storeで先行配信された。
本作に収録の3曲の作詞は西島自身が手がけた。またミュージック・ビデオは、いずれもタイで撮影された。なお、それぞれのミュージック・ビデオの後半には、DVDに収録されているミュージックショートフィルム「OK? 〜君に贈る24時間〜」の一部が収録されている。なお、このミュージックショートフィルムフィルムはNissyの初監督作品である。
8月10日より開催された「Nissy Entertainment Short Film「OK?」〜THEATER&EXHIBITION〜」にて、前述のミュージックショートフィルムの先行上映会が行なわれた。同エキシビジョンでは、撮影時に着用した衣装が展示されたほか、写真展も開催された。

## 収録曲

### CD
1. 17th Kiss [3:19]
（作詞：Takahiro Nishijima / 作曲：Min-Sik Choi・Daniel Kim・Le'mon）
グリコセブンティーンアイスキャンペーンソング
2. 恋す肌 [3:48]
（作詞：Takahiro Nishijima / 作曲：Albi Albertsson・Justin Reinstein）
美容脱毛サロン『colorée』2017年 TV-CMソング
3. 愛tears [3:32]
（作詞：Takahiro Nishijima / 作曲：HIKARI・MoonChild・Emi Tawata）
4. 17th Kiss(Instrumental) [3:19]
5. 恋す肌(Instrumental) [3:48]
6. 愛tears(Instrumental) [3:30]

### DVD
1. OK? ～君に贈る24時間～<Music Short Film>
2. 17th Kiss<Music Video>
3. 恋す肌<Music Video>
4. 愛tears<Music Video>
5. OK? ～君に贈る24時間～<Music Short Film Making>